# Christa Williams
Christa Williams (* 5. Februar 1926 in Königsberg, Ostpreußen; † 28. oder 29. Juli 2012 in München) eigentlich Christa Bojarzin (oft wird fälschlicherweise Paul, Gracher oder Braun/Brown als Familienname angegeben) war Ende der 1950er und Anfang der 1960er Jahre eine erfolgreiche Schlagersängerin.

## Biografie und künstlerischer Werdegang
Ihre Kindheit verlebte sie in Königsberg/Ostpreußen. Durch die Kriegswirren kam die Familie 1942 nach München. Nach anderen Quellen ist die Familie 1927 nach Gelsenkirchen-Erle gezogen und hat dort nachweislich bis 1971 gewohnt. Ihr Berufsziel war zunächst Opernsoubrette. Sie studierte am Münchener Konservatorium, später an der Hochschule für Musik in München, Gesang und Harfe, obwohl inzwischen ihre Liebe dem Jazz gehörte. Ihr großes sängerisches Vorbild war Ella Fitzgerald. Christa Williams sang beim Bayerischen Rundfunk vor und bekam auf Anhieb einen Plattenvertrag bei Decca Records. Ihre beiden ersten Singles, Oh, diese Männer (1957) und Blacky Serenade (1957) waren nicht sehr erfolgreich. 1958 hatte sie zusammen mit Jo Roland und dem Song Himmelblaue Serenade (Rückseite: Oh, das wär’ schön) ihren ersten Hit. Zusammen mit Gitta Lind hatte sie 1959 einen großen (wohl ihren größten) Erfolg mit My Happiness („Immer will ich treu dir sein“).
1959 vertrat Christa Williams die Schweiz beim Eurovision Song Contest (bis 1966: Grand Prix Eurovision de la Chanson Européenne) mit dem Lied Irgendwoher und wurde Vierte. In Vergessenheit geraten ist, dass Christa Williams, Gitta Lind und Peter Frankenfeld 1959 den Schlager Kein Auto! gesungen hatten. Weitere von Christa Williams unbekannt gebliebene Schlager sind: Sombrero/Das kommt davon (Ariola), Onkel Tom/Alabama (Decca) und Chou-Chou-Chou/Arizona Lola (Decca). Bis Anfang der 1960er Jahre blieb die Künstlerin, die 1962 zum Label Ariola wechselte, im Showgeschäft erfolgreich. 
Christa Williams wirkte auch in einigen Filmen mit, darunter Nachts im Grünen Kakadu (1957), Alle Tage ist kein Sonntag (1959) und Pension Schöller (1960). Im letztgenannten Film sang sie den Song Sag nicht ja. Ihre Filmpartner waren unter anderem Karin Baal, Marika Rökk, Ann Smyrner, Theo Lingen sowie Walter Giller.
1962 heiratete die Künstlerin den Pianisten Albrecht Huwig, den sie aus ihrer Studienzeit kannte. 1968 zog sich Christa Williams aus dem Showgeschäft zurück und gründete mit ihrem Mann in München eine Musikschule.
Christa Williams starb 2012 im Alter von 86 Jahren. Sie wurde auf dem Friedhof der Pfarrkirche St. Martin im Münchener Stadtbezirk Untermenzing zu Grabe getragen (Grab-Nr. C3).

## Diskografie (Auswahl)
- Oh, diese Ferien (Decca)
- Pilou – Pilou (Decca)
- Arizona Lola (Decca)
- Mach dir keine Sorgen Charly (Decca)
- Was die Männer lieben (Decca)
- Onkel Tom (Decca)
- So wie beim allerersten Mal (Ariola)
- My Happyness mit Gitta Lind (Decca)
- Vaya con Dios mit Gitta Lind (Decca)
- Oh, das wär schön mit Jo Roland (Decca)
- Eine kleine Reise mit Jo Roland (Decca)
- My Happiness (Bear Family 2000; CD enthält 30 Lieder von Christa Williams einschl. ihrer Gesangspartner und Gesangspartnerin Gitta Lind)
- Es war alles nur Spiel (Metronome M 379)

## Filmografie
- 1957: Nachts im Grünen Kakadu
- 1957: Es wird alles wieder gut
- 1957: Die Beine von Dolores
- 1958: Der Sündenbock von Spatzenhausen
- 1958: Cölestine
- 1959: Alle Tage ist kein Sonntag
- 1960: Bobby Dodd greift ein
- 1960: Pension Schöller
- 1961: Schlagerparade 1961